# Campeonato de Futsal de Concacaf de 2000
El Campeonato de Futsal de Concacaf de 2000 fue la 2ª edición del torneo de fútbol, que sirvió como clasificación de los dos equipos de la Concacaf que acompañaron al anfitrión Guatemala para la Campeonato Mundial de futsal de la FIFA 2000, que se jugó del  18 de noviembre al 3 del diciembre. 
Comenzó el 20 de julio de 2000 y finalizó el 29 de julio del mismo año. La sede fue el Gimnasio Nacional Eddy Cortés en San José, Costa Rica y participaron ocho equipos que avanzaron después de jugar la eliminatoria previa.

## Participantes
| Antillas Neerlandesas | Cuba           | México    | Puerto Rico |
| Costa Rica            | Estados Unidos | Nicaragua | Surinam     |

## Resultados

### Primera fase

#### Grupo A
| Equipo     | PJ | PG | PEN | PP | GF | GC | Dif | Pts |
| ---------- | -- | -- | --- | -- | -- | -- | --- | --- |
| Costa Rica | 3  | 3  | 0   | 0  | 19 | 7  | +12 | 9   |
| Cuba       | 3  | 2  | 0   | 1  | 24 | 10 | +14 | 6   |
| Surinam    | 3  | 1  | 0   | 2  | 18 | 22 | -4  | 3   |
| Nicaragua  | 3  | 0  | 0   | 3  | 7  | 30 | -27 | 0   |

| Fecha               | Lugar                 |            |                       | Resultado |                       |            |
| ------------------- | --------------------- | ---------- | --------------------- | --------- | --------------------- | ---------- |
| 20 de julio de 2000 | San José (Costa Rica) | Cuba       | Bandera de Cuba       | 14:4      | Bandera de Surinam    | Surinam    |
| 20 de julio de 2000 | San José (Costa Rica) | Costa Rica | Bandera de Costa Rica | 10:1      | Bandera de Nicaragua  | Nicaragua  |
| 22 de julio de 2000 | San José (Costa Rica) | Cuba       | Bandera de Cuba       | 9:2       | Bandera de Nicaragua  | Nicaragua  |
| 22 de julio de 2000 | San José (Costa Rica) | Surinam    | Bandera de Surinam    | 3:5       | Bandera de Costa Rica | Costa Rica |
| 24 de julio de 2000 | San José (Costa Rica) | Nicaragua  | Bandera de Nicaragua  | 4:11      | Bandera de Surinam    | Surinam    |
| 24 de julio de 2000 | San José (Costa Rica) | Costa Rica | Bandera de Costa Rica | 4:2       | Bandera de Cuba       | Cuba       |

#### Grupo B
| Equipo                | PJ | PG | PEN | PP | GF | GC | Dif | Pts |
| --------------------- | -- | -- | --- | -- | -- | -- | --- | --- |
| Estados Unidos        | 3  | 3  | 0   | 0  | 15 | 2  | +13 | 9   |
| México                | 3  | 2  | 0   | 1  | 10 | 6  | +4  | 6   |
| Antillas Neerlandesas | 3  | 1  | 0   | 2  | 5  | 11 | -6  | 3   |
| Puerto Rico           | 3  | 0  | 0   | 3  | 2  | 13 | -11 | 0   |

| Fecha               | Lugar                 |                       |                                  | Resultado |                                  |                       |
| ------------------- | --------------------- | --------------------- | -------------------------------- | --------- | -------------------------------- | --------------------- |
| 21 de julio de 2000 | San José (Costa Rica) | México                | Bandera de México                | 4:1       | Bandera de Antillas Neerlandesas | Antillas Neerlandesas |
| 21 de julio de 2000 | San José (Costa Rica) | Estados Unidos        | Bandera de Estados Unidos        | 5:0       | Bandera de Puerto Rico           | Puerto Rico           |
| 23 de julio de 2000 | San José (Costa Rica) | México                | Bandera de México                | 4:2       | Bandera de Puerto Rico           | Puerto Rico           |
| 23 de julio de 2000 | San José (Costa Rica) | Antillas Neerlandesas | Bandera de Antillas Neerlandesas | 0:7       | Bandera de Estados Unidos        | Estados Unidos        |
| 25 de julio de 2000 | San José (Costa Rica) | Puerto Rico           | Bandera de Puerto Rico           | 0:4       | Bandera de Antillas Neerlandesas | Antillas Neerlandesas |
| 25 de julio de 2000 | San José (Costa Rica) | Estados Unidos        | Bandera de Estados Unidos        | 3:2       | Bandera de México                | México                |

### Segunda fase
|  | Semifinales    | Semifinales |   |        | Final          | Final |  |
|  |                |             |   |        |                |       |  |
|  |                |             |   |        |                |       |  |
|  |                |             |   |        |                |       |  |
|  | Estados Unidos | 2           |   |        |                |       |  |
|  | Cuba           | 4           |   |        |                |       |  |
|  |                |             |   |        |                |       |  |
|  |                |             |   |        |                |       |  |
|  |                |             |   |        | Cuba           | 0     |  |
|  |                | Costa Rica  | 2 |        |                |       |  |
|  |                |             |   |        |                |       |  |
|  |                |             |   |        |                |       |  |
|  |                |             |   |        | 3º puesto      |       |  |
|  |                |             |   |        |                |       |  |
|  | Costa Rica     | 3           |   | México | 1              |       |  |
|  | México         | 2           |   |        | Estados Unidos | 5     |  |

#### Semifinales
| Fecha               | Lugar                 |                |                           | Resultado |                   |        |
| ------------------- | --------------------- | -------------- | ------------------------- | --------- | ----------------- | ------ |
| 27 de julio de 2000 | San José (Costa Rica) | Estados Unidos | Bandera de Estados Unidos | 2:4       | Bandera de Cuba   | Cuba   |
| 27 de julio de 2000 | San José (Costa Rica) | Costa Rica     | Bandera de Costa Rica     | 3:2       | Bandera de México | México |

#### Tercer lugar
| Fecha               | Lugar                 |        |                   | Resultado |                           |                |
| ------------------- | --------------------- | ------ | ----------------- | --------- | ------------------------- | -------------- |
| 29 de julio de 2000 | San José (Costa Rica) | México | Bandera de México | 1:5       | Bandera de Estados Unidos | Estados Unidos |

#### Final
| Fecha               | Lugar                 |      |                 | Resultado |                       |            |
| ------------------- | --------------------- | ---- | --------------- | --------- | --------------------- | ---------- |
| 29 de julio de 2000 | San José (Costa Rica) | Cuba | Bandera de Cuba | 0:2       | Bandera de Costa Rica | Costa Rica |

| Bandera de Costa Rica    |
| 1° Campeonato Costa Rica |

## Clasificados alMundial
| Bandera de Costa Rica | Bandera de Cuba | Bandera de Guatemala |
| Costa Rica            | Cuba            | Guatemala            |